# Вільне (Покровський район)
Ві́льне — село Шахівської сільської громаді Покровського району Донецької області, в Україні.

## Історія.
27 липня 2015 року  село увійшло до складу новоствореної Шахівської сільської громади.

## Жертви сталінських репресій.
- Максименко Петро Григороич, 1890 року народження, село Золотий Колодязь Андріївського району Донецької області, українець, освіта початкова, безпартійний. Проживав у хуторі. Вільний Добропільського району Сталінської (Донецької) області. Колгоспник колгоспу імені XVII партз’їзду. Заарештований 26 травня 1945 року. Військовим трибуналом гарнізону міста Сталіне (м.Донецьк)  Донецької  області виправданий. Реабілітований у 1945 році